# ياكومو
ياكومو هي بلدية في اليابان، وبلدة في اليابان، تقع في هوكايدو، ومقاطعة فوتامي، ومقاطعة ياماكوشي، بلغ عدد سكانها 16,841 نسمة وذلك حسب إحصائيات سنة 2018، تبلغ مساحتها 956.08 كيلومتر مربع.

## أعلام
- ماساهيرو كوباياشي